# Adam LaVorgna
Adam Liam La Vorgna (ur. 1 marca 1981 w New Haven) – amerykański aktor filmowy i telewizyjny.

## Życiorys
Urodził się w New Haven w stanie Connecticut w rodzinie pochodzenia włoskiego i niemieckiego jako najmłodszy z trojga dzieci Sandry (z domu Schnepf), profesorki college’u, i Josepha LaVorgny, asystenta szefa szkoły średniej. Dorastał z trójką starszego rodzeństwa w North Branford. Uczęszczała do szkoły średniej w hali sportowej, Avon Old Farms, z siedzibą w Connecticut. Studiował także w Boston College. W 2011 ukończył Fairfield University w Fairfield.
Jako 3-latek trafił na plan filmowy opery mydlanej CBS As the World Turns. Mając dziesięć lat pojawił się jako 8-letni Frank w komediodramacie Dwudziesta dziewiąta ulica (29th Street, 1991) u boku Anthony’ego LaPaglii i Danny’ego Aiello. W wieku jedenastu lat wystąpił w roli 10-letniego Franka Sinatry w miniserialu CBS Sinatra (1992). Za rolę Nicholasa Scamperelliego w serialu CBS Most Brookliński (Brooklyn Bridge, 1991-93) w 1993 roku otrzymał Youth in Film Award dla najlepszego aktora. W serialu The WB Siódme niebo (7th Heaven, 1999-2002) zagrał postać Robbie'go Palmera, kłopotliwego byłego chłopaka Mary (Jessica Biel), który przeniósł się do domu rodzinnego.

## Filmografia

### Filmy fabularne
- 1991: Dwudziesta dziewiąta ulica (29th Street) jako Frankie, lat 8
- 1993: Ofiary miłości: Historia prawdziwa (Casualties of Love: The Long Island Lolita Story, TV) jako Paulie Buttafuoco
- 1994: Kieszonkowe (Milk Money) jako Brad
- 1994: Małpi kłopot (Monkey Trouble) jako Cates
- 1995: W obronie własnej (Degree of Guilt, TV) jako Carlo Paget
- 1997: Piękna i Borys Bestia (The Beautician and the Beast) jako Karl Pochenko
- 1998: Przyjadę do domu na święta (I'll Be Home for Christmas) jako Eddie
- 1999: Prawa młodości (Outside Providence) jako Tommy Wire

### Seriale TV
- 1991-93: Most Brookliński (Brooklyn Bridge) jako Nicholas Scamperelli
- 1994: Zagadki Cosby’ego (The Cosby Mysteries) jako Teddy
- 1995: Matlock jako Matt Ahern
- 1998: Prawo i bezprawie (Law & Order: Trial by Jury) jako Hayden
- 1999-2002: Siódme niebo (7th Heaven) jako Robbie Palmer
- 2005: Prawo i porządek (Law & Order) jako Carter McSherry
- 2006: Prawo i porządek: Zbrodniczy zamiar jako Brian Murphy
- 2007: Dowody zbrodni (Cold Case) jako Joe Vives-Alvarez
- 2007: CSI: Kryminalne zagadki Miami (CSI: Miami) jako Eddie Corbett